# 韩佐周
韩佐周，陕西人，是一名清朝政治人物。
韩佐周曾于1670年接替李来泰任苏松道道员一职，1673年由方国栋接任。